# Peperomia metallica
Peperomia metallica är en pepparväxtart som beskrevs av L. Linden & Rodigas. Peperomia metallica ingår i släktet peperomior, och familjen pepparväxter. Inga underarter finns listade i Catalogue of Life.